# Robert Friedberg
Robert Friedberg, född 28 juni 1851 i Berlin, död där 20 juni 1920, var en tysk nationalekonom och politiker.
Friedberg blev 1877 docent i Leipzig, blev 1885 e.o. och var 1894-1904 ordinarie professor i statsvetenskap i Halle an der Saale. Åren 1886-1918 tillhörde han den preussiska deputeradekammaren, där han var en av Tyska nationalliberala partiets i debatterna oftast framträdande ledare. Åren 1893-98 var han ledamot av tyska riksdagen. Bland hans skrifter märks Die Börsensteuer (1875) och Die Besteuerung der Gemeinden (1877).